# 温泉に行きたい
『温泉に行きたい』（おんせんにいきたい）は、1992年6月1日から同年7月17日までTBSの『花王 愛の劇場』枠で放送されていた日本のテレビドラマである。全35話。
1999年から2005年までの『温泉へ行こう』シリーズとは無関係だが、制作は同じテレパック。

## キャスト
- 沢田亜矢子
- 乙羽信子
- 細川俊之
- 岩倉高子

## スタッフ
- 演出 - 淡野健
- 脚本 - 井上正子
- 製作 - テレパック・TBS

## 主題歌
「この胸を抱きしめて」
作詞：島影江里香 / 作曲：鈴木康志 /
編曲：Toshitaro / 唄：ELIKA